# Sébastien Demar
Sébastien Demar (Gauaschach, prop de Bad Kissingen, Alemanya, 29 de juny de 1763 - Orleans, França, 25 de juliol de 1832) fou un pianista, compositor, director d'orquestra, professor de música i organista alemany.
Estudia a Viena i a Itàlia i fou organista de l'església de Santa Paterna, d'Orleans.
Deixà dues misses, un Te Deum, tres òperes i altres moltes composicions vocals i instrumentals, així com mètodes per a piano, violí i clarinet.